# Nederländska Antillerna i panamerikanska spelen
Nederländska Antillerna i panamerikanska spelen styrdes av Nederländska Antillernas Olympiska Kommitté i de panamerikanska spelen. Provinsen deltog första gången i de panamerikanska spelen 1959 i Chicago. Landet deltog för sista gången i spelet 2011, dock under namnet Nederländska Antillerna med PASO-flagga, då provinsen upphörde att existera ett år tidigare (2010).

## Medaljer

### Medaljfördelning efter spel
| Spel                  | År                    | Sommarspelort         | Guld       | Silver     | Brons      | Totalt     |
| --------------------- | --------------------- | --------------------- | ---------- | ---------- | ---------- | ---------- |
| II (2)                | –                     | Mexico City           | se Curaçao | se Curaçao | se Curaçao | se Curaçao |
| III (3)               | 1959                  | Chicago               | 0          | 0          | 1          | 1          |
| IV (4)                | 1963                  | São Paulo             | 0          | 4          | 2          | 6          |
| V (5)                 | 1967                  | Winnipeg              | 0          | 0          | 1          | 1          |
| VI (6)                | 1971                  | Cali                  | 1          | 2          | 1          | 4          |
| VII (7)               | 1975                  | Mexico City           | 0          | 1          | 0          | 1          |
| VIII (8)              | 1979                  | San Juan              | 0          | 0          | 1          | 1          |
| IX (9)                | 1983                  | Caracas               | 0          | 0          | 0          | 0          |
| X (10)                | 1987                  | Indianapolis          | 0          | 0          | 1          | 1          |
| XI (11)               | 1991                  | Havanna               | 0          | 0          | 0          | 0          |
| XII (12)              | 1995                  | Mar del Plata         | 1          | 1          | 4          | 6          |
| XIII (13)             | 1999                  | Winnipeg              | 1          | 0          | 0          | 1          |
| XIV (14)              | 2003                  | Santo Domingo         | 0          | 0          | 1          | 1          |
| XV (15)               | 2007                  | Rio de Janeiro        | 1          | 0          | 1          | 2          |
| XVI (16)              | 2011                  | Guadalajara           | 1          | 0          | 1          | 2          |
| Totalt antal medaljer | Totalt antal medaljer | Totalt antal medaljer | 5          | 8          | 14         | 27         |